# هشام عباس
هشام عباس' (عربی: محمد هشام محمود محمد عباس؛ زادهٔ ۱۳ سپتامبر ۱۹۶۳) خواننده و موسیقی‌دان اهل مصر است.